# Arioviste

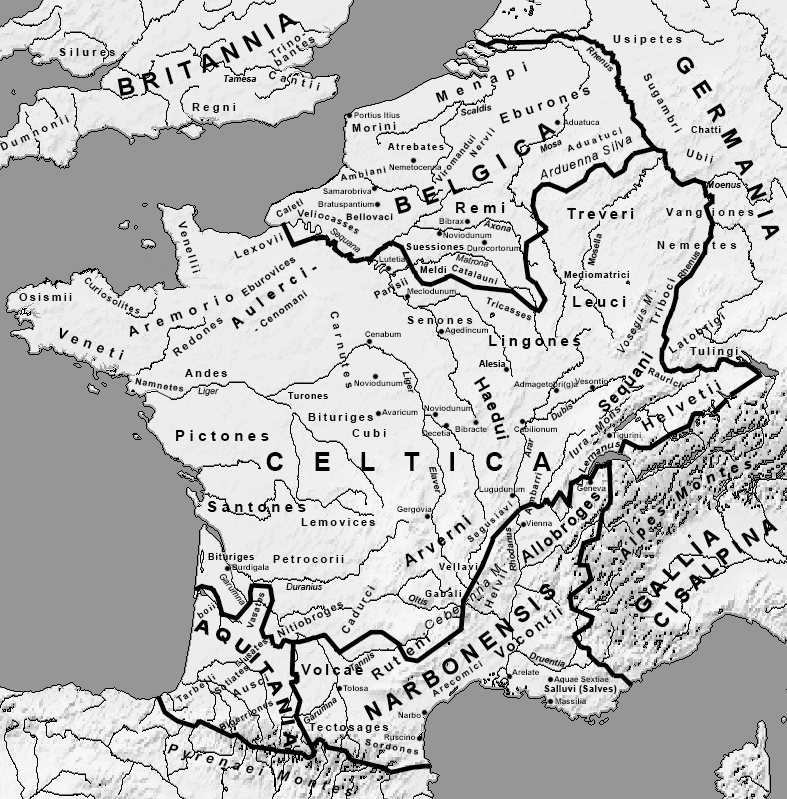
La Gaule en 58 av. J-C.

Arioviste est un roi germain installé en Gaule et qui lutta contre les Romains lors des campagnes de conquête de Jules César.
Il aurait été d'origine Triboque, ou Suève ou encore Marcomanne. Mais dans tous les cas, son origine germaine est confirmé par le titre Rex Germanorum que lui accorda César.

## Histoire
On connaît mal les débuts de la carrière d'Arioviste. Il a dû guerroyer en Germanie contre les autres civitas voisines, avant de s'intéresser à la Gaule.
D'après Jules César, Arioviste était le commandant d'une coalition germanique des Suèves qui tenta de s'installer dans l'est de la Gaule entre 75 et 58 av. J.C. Bien que Suève, il parlait le celtique, et portait un nom celtique. Ariovistos signifie : « qui voit au loin ». Il peut être mis en relation avec la présence à ses côtés de prophétesses. Le monde romain ne lui était pas inconnu, puisqu'il se rendit à Rome. Il logea à cette occasion chez Marcus Mettius, un proche de César. Il était également en relation avec Metellus Celer, gouverneur de la Narbonnaise.
Arioviste était polygame. Il a d'abord épousé une Suève au cours d'une expédition en Gaule, puis la sœur du roi des Noriques, sur le Danube. On ne possède aucun portrait, aucune description d'Arioviste. Ses traits de caractère peuvent se déduire de son comportement face à César.
Les Séquanes, peuple celtique installé dans le sud de l'Alsace et en Franche-Comté, décidèrent d'utiliser ces guerriers suèves pour contrer leur adversaire principal : le puissant peuple des Éduens (peuple ami et allié des Romains). Entre 65 et 62 av. J.C. la coalition séquane-suève battit les Éduens qui perdirent une grande partie de leur cavalerie et durent laisser des otages chez les Séquanes. En récompense pour leur aide, les Séquanes durent laisser aux Suèves le sud de l'Alsace; eux-mêmes prirent aux Éduens les rives de la Saône, qui avaient été la source du conflit.
La défaite des Éduens ne pouvait laisser les Romains indifférents. Pour calmer les ardeurs d'Arioviste, César l'invita à Rome. Il le combla de cadeaux, le reconnut comme roi des Germains et lui donna le titre d'Ami du Peuple Romain. En fait, Arioviste a dû apprendre à Rome les visées de César sur la Gaule. Il fallait le devancer. Il fit donc passer à l'ouest du Rhin 120 000 Celtes de la vallée du Neckar. Les Séquanes et les Éduens se réconcilièrent et marchèrent contre Arioviste avec tous leurs alliés.
Au printemps 60 avant notre ère, ils rencontrèrent les Suèves à la bataille de Magetobriga ou Admagetobriga (dont l'emplacement précis n'est pas connu, certains érudits la situant vers Pontailler-sur-Saône/Heuilley-sur-Saône, au Mons Arduus (Mont Ardoux), en Côte d'Or, aux limites des pays séquane, éduen et lingon). Les Germains infligèrent aux Gaulois une défaite extrêmement sévère (on estime l'effectif de chaque armée à environ 20 000 hommes). Arioviste exigea alors un second tiers du territoire des Séquanes, considérant désormais ce peuple comme un vassal. Il était question d'y implanter la tribu germanique des Harudes. Or, la ville principale des Séquanes, Besançon (Vesontio), se trouvait dans ce tiers. Le druide éduen Diviciacos se rendit en vain à Rome pour demander l'aide du Sénat romain. En effet, Arioviste était également sur place et apaisait Rome.

La campagne de César en Gaule.

Voulant ménager sa frontière septentrionale assez vulnérable (la province romaine de Narbonnaise commençant à la hauteur de Genève), Rome confia à César, à la fin de son consulat de l'année 59 av. J.C., la charge de proconsul pour les provinces de Gaule cisalpine, Illyrie… et puis de Gaule transalpine. Contrairement à la règle qui stipulait que cette mandature ne devait pas excéder un an, César fut nommé proconsul pour cinq ans. Cette nomination conférait à César le commandement d'abord de quatre légions. Il en recruta deux supplémentaires à ses frais.
L'année 58 a vu se dérouler deux campagnes, une contre les Helvètes, une autre contre Arioviste.
La première a été entreprise avec l'aval du Sénat, qui espérait éloigner César, jugé très ambitieux. Les Helvètes, qui avaient entrepris une migration vers l'ouest, furent battus à Bibracte puis ramenés dans les Alpes.
César, appelé pour protéger les peuples gaulois, entra ensuite en guerre contre Arioviste, faisant jouer la fibre anti-germanique, accentuant dans son récit de la Guerre des Gaules un danger pouvant toucher la Gaule entière.
Après une rencontre houleuse avec César auquel il avait proposé une partition de suzeraineté en Gaule (le nord dominé par les Germains, le sud par Rome), rencontre qui eut lieu selon toute vraisemblance sur la colline du Gloeckelsberg surplomblant l'actuelle Blaesheim, Arioviste fut battu par les Romains le 14 septembre 58 av. J.-C., aux pieds des Vosges. Blessé, il aurait réussi à s'enfuir avec quelques compagnons d'armes, abandonnant ses femmes et ses filles aux Romains, et à passer le Rhin de justesse, poursuivi par la cavalerie de César, pour se réfugier en Germanie, où il mourut dans sa tribu en 54 av. J.-C.,.
Les sources de l'époque évoquent Arioviste et ses troupes en fuite vers le Rhin :

« Ils furent battus de façon éclatante, et César les poursuivit sur une distance de 400 stades (75 km) jusqu’au Rhin, remplissant cette zone avec leurs cadavres et leurs dépouilles. Arioviste (....) traversa le Rhin avec une petite troupe. »

— Plutarque, Vie de César, L. XIX Contre Arioviste, Année 58

« Il fut longtemps poursuivi mais non rattrapé. Il put échapper à ses poursuivants dans une embarcation. Quant aux soldats qui l'avaient accompagné, les Romains en tuèrent une partie au moment où ils entraient dans le Rhin. Le reste fut reçu dans le fleuve et emporté par les eaux. »

— Dion Cassius, Histoire romaine, L. XXXVIII

« Le combat fut ainsi rétabli, tous les ennemis prirent la fuite et ne s'arrêtèrent qu'après être parvenus au Rhin, à cinquante mille pas environ du champ de bataille ; quelques-uns, se fiant à leurs forces, essayèrent de le passer à la nage, d'autres se sauvèrent sur des barques. De ce nombre fut Arioviste qui, trouvant une nacelle attachée au rivage, s'échappa ainsi. Tous les autres furent taillés en pièces par notre cavalerie qui s'était mise à leur poursuite. Arioviste avait deux femmes, la première, Suève de nation, qu'il avait amenée avec lui de sa patrie, la seconde, native du Norique, sœur du roi Voccion et qu'il avait épousée dans la Gaule, quand son frère la lui eut envoyée ; toutes deux périrent dans la déroute. De leurs filles, l'une fut tuée et l'autre prise. »

— Jules César, Commentaires sur la Guerre des Gaules, Livre I, 53

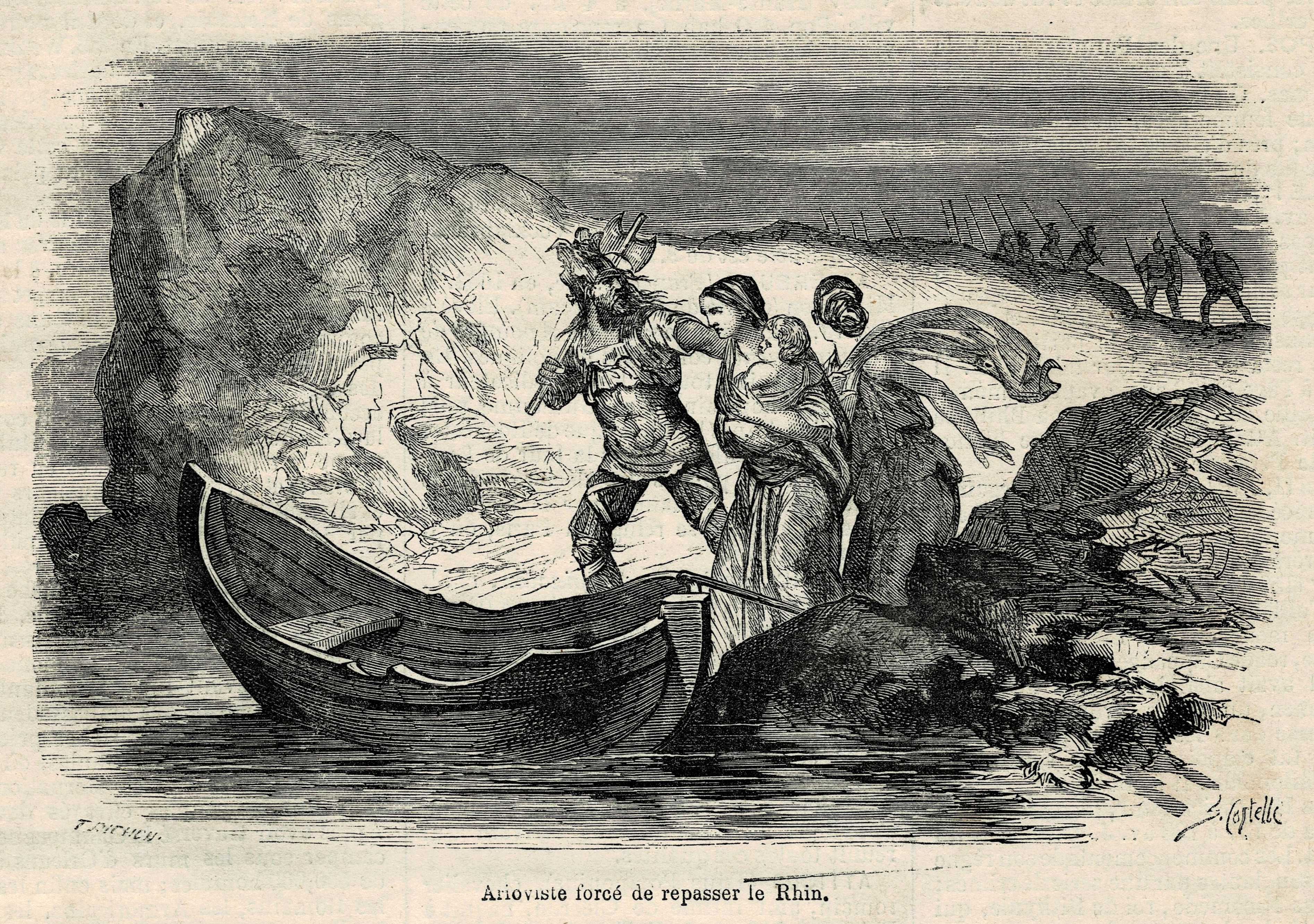
Arioviste repasse le Rhin dans une barque.

La localisation précise de cette dernière bataille reste sujette à de nombreuses interprétations : la localisation généralement acceptée se situe au lieu-dit « Ochsenfeld », près de Cernay, en Alsace ; une autre hypothèse situe le champ de bataille plus au nord, aux environs de Beblenheim ; une troisième la situe par recoupement des indications fournies par les sources de l'époque en Basse Alsace, entre Epfig, Saint-Pierre, Zellwiller et Stotzheim, alors qu’une autre encore tient la Franche-Comté actuelle pour cadre du déroulement et non pas l'Alsace. Les textes sont incomplets et les fouilles archéologiques n'ont pu apporter de certitudes à ce jour.

### Source primaire
- Jules César : Commentaires sur la Guerre des Gaules, livres I et V, 30.